# نیروی درون (فیلم ۱۹۷۹)
نیروی درون (به انگلیسی: The Power Within) یک فیلم تلویزیونی آمریکایی محصول سال ۱۹۷۹ میلادی است.
مجله لس آنجلس تایمز این اثر را «بسیار پوچ» نامید.

## خلاصه داستان
یک خلبان پس از اصابت رعد و برق، قدرتهای فوق‌العاده‌ای را بدست می‌آورد.

## بازیگران
- آرت هیندل در نقش کریس دراو
- ادوارد بینز در نقش ژنرال تام دراو
- جوزف رسولو در نقش بیل کاملی
- اریک برادن در نقش استفان
- دیوید هدیسون در نقش دانتون
- سوزان هاوارد در نقش دکتر جوآن میلر
- دیک سارجنت در نقش سرو. اد هولمن